# Raymond Garcin
Pour les articles homonymes, voir Garcin.
Marie Mathieu Jean Raymond Garcin, né à Basse-Pointe (Martinique) le 21 septembre 1897 et mort à Paris 7e le 26 février 1971, est un médecin neurologue français.

## Éponymie
- Syndrome de Garcin[1] (ou syndrome de Guillain-Alajouanine-Garcin ou syndrome de Bertolotti-Garcin) : une atteinte unilatérale de l’ensemble des nerfs crâniens, par infiltration néoplasique de la base du crâne.
- Signe de la main creuse de Garcin

## Biographie
Raymond Garcin est né à Basse-Pointe (Martinique) le 21 septembre 1897. Arrivé à Paris en 1915, il entame des études médicales marquées par l’excellence. Durant la Grande Guerre, il sert comme « médecin auxiliaire » sur le front (1917-1918). Interne des hôpitaux en 1923 à 26 ans, notamment dans le service, à l’hôpital de la  Salpêtrière, du professeur Guillain, dont il deviendra le gendre en 1927, il est interne lauréat (Médaille d’or) du Concours des Prix de l’Internat en 1927 et médecin des Hôpitaux de Paris en 1930. Il exerce dans plusieurs hôpitaux parisiens : chef de service à l’hospice Debrousse (1939), à l’hôpital Saint- Antoine (1942-1944), à l’Hôtel-Dieu (1944-1948). Professeur agrégé à la Faculté de Médecine de Paris en 1939, il enseigne d’abord en 1947 la clinique neurochirurgicale puis en 1948 il retourne définitivement à l’hôpital de la Salpêtrière (Division Mazarin) où il fut interne. Professeur titulaire en 1954, il enseigne la pathologie et la thérapeutique générales. En 1959, une chaire de clinique neurologique est spécialement créée pour lui à l’hôpital de la Salpêtrière où il exercera jusqu’à sa retraite en 1968.
Son œuvre scientifique est immense. Elle compte plus de 325 communications, ouvrages et rapports. Elle est consacrée à la neurologie clinique et biologique, au traitement des blessures et des lésions crânio-cérébrales et aux maladies de la moelle épinière. Dès 1927, sa thèse de doctorat apporte une explication rationnelle et précise à la paralysie unilatérale isolée de tous les nerfs crâniens dénommée « Syndrome de Garcin ». En 1942 son livre, en collaboration avec le neurochirurgien Jean Guillaume, sur le traitement des blessures et des lésions traumatiques crânio-cérébrales récentes obtient le Prix Montyon de médecine et de chirurgie de l’Académie des sciences (1945). Il crée un laboratoire de microscopie électronique à la Salpêtrière et oriente le professeur Michel Fardeau (v. Wikipedia) dans ses recherches sur la connaissance de la structure normale et pathologique des plaques motrices humaines.
Il a été pendant dix ans secrétaire de la Société française de neurologie (en 1958 son président) et membre de plusieurs sociétés savantes. Il a été vice-président de plusieurs congrès internationaux à Lisbonne et Bruxelles. Il fut élu membre de l’Académie nationale de médecine en 1960. 
Son audience scientifique considérable dépassait la France et l’Europe : Il était membre correspondant de l’Académie royale de Belgique, Fellow de la Royal Society of Medicine de Londres et membre honoraire de l’American Academy of Neurology. Le titre de docteur honoris causa  lui fut décerné par diverses universités étrangères. Il était également membre de vingt sociétés de neurologie étrangères. Il fut en 1961 vice-président de la Fédération mondiale de neurologie. Comme le souligne le docteur Paul Guilly, « il a été le continuateur exemplaire de tous ces illustres cliniciens qui, depuis Charcot, ont porté et maintenu si haut le prestige mondial de l’Ecole Neurologique de la Salpêtrière ». Il est décédé à Paris 7e le 26 février 1971.
Il se marie le 14 mars 1927 à Paris 7e avec Yvonne Guillain (1907-1968) fille du neurologue Georges Guillain avec laquelle il a eu cinq enfants : 
- Philippe,
- Claude,
- Christiane,
- Jean-Loup et
- Thierry.

Son petit-fils, Jérôme (fils de Philippe), journaliste et écrivain, est l'époux d'Anne-Marie Philipe, fille de l'acteur Gérard Philipe.

## Décoration
- Officier de la Légion d'honneur

## Œuvres et publications
- Le syndrome paralytique unilatéral global des nerfs crâniens, [Thèse de médecine, Paris], 1927.